# Isomatala (ö i Norra Österbotten, Uleåborg)
Isomatala är en ö i Finland. Den ligger i Bottenviken och i kommunen Karlö i den ekonomiska regionen  Uleåborgs ekonomiska region i landskapet Norra Österbotten, i den norra delen av landet. Ön ligger omkring 34 kilometer väster om Uleåborg och omkring 530 kilometer norr om Helsingfors.
Öns area är 1 kvadratkilometer och dess största längd är 1,6 kilometer i öst-västlig riktning. I omgivningarna runt Isomatala växer i huvudsak blandskog.